# Grand Princess
Grand Princess es un crucero de la clase Grand propiedad de Princess Cruises, que fue construido en 1998 por el astillero Fincantieri Cantieri Navali Italiani en Monfalcone, Italia, con el número 5956, con un coste de aproximadamente 450 millones de dólares. En el momento de su entrada en servicio fue barco de pasajeros más grande del mundo.
El Grand Princess fue el buque insignia de la flota de Princess Cruises hasta que el Royal Princess entró en servicio en junio de 2013.

## Construcción
Grand Princess fue el primero de los cruceros de clase Grand, y tiene un esquema de decoración diferente al de sus barcos hermanos, utilizando maderas más oscuras, y la decoración interior es más similar a los barcos más pequeños de la clase Sun. Cuando se lanzó Grand Princess, apareció en los folletos de Princess Cruises como un barco de clase Sun; Fue solo con el lanzamiento posterior de Golden Princess que la clase Grand apareció en folletos.
La nave hermana de Star Princess y Golden Princess. Grand Princess fue el escenario de una tarea en la segunda serie de la versión británica del reality show The Apprentice. Grand Princess tiene un gran teatro, una gran sala central de espectáculos y una sala de espectáculos en popa.

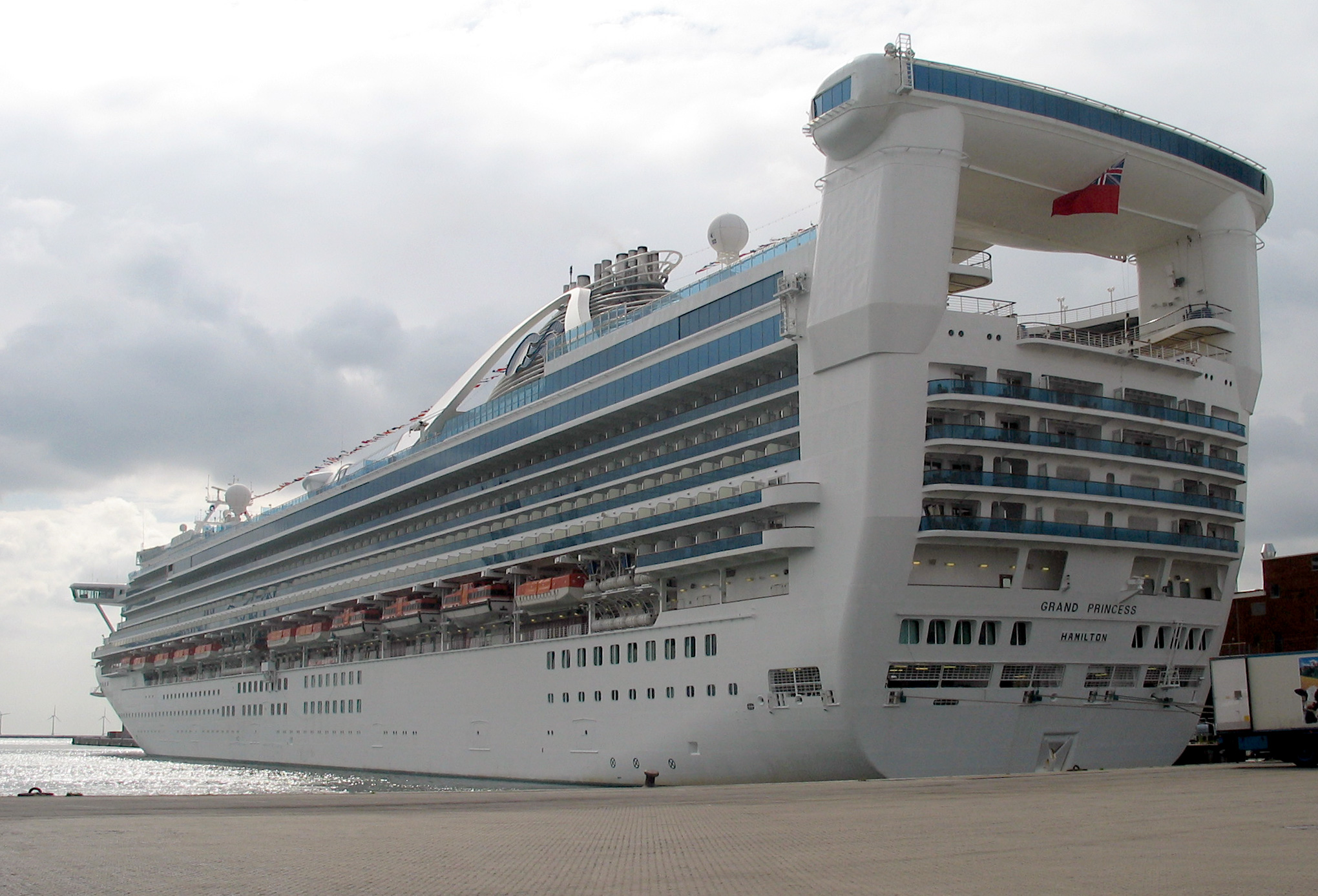
El club nocturno de popa encima de la popa del Grand Princess (en la foto de 2009) se eliminó en la remodelación de 2011.

En mayo de 2011, Grand Princess completó el dique seco más extenso en la historia de Princess Cruises que incluyó un reacondicionamiento y remoción de la sala de pasajeros de su popa. Esto resolvió su tendencia a navegar en proa alta, y ha mejorado su economía de combustible en aproximadamente un 3-4%. La alta tendencia de proa era peculiar de Grand Princess, y no afecta a ninguna de las otras naves de clase Grand (o las clases derivadas) ya que, a diferencia de Grand Princess, tienen cubiertas superiores de aluminio. En marzo de 2019, Grand Princess se sometió a otra renovación en dique seco.

## Historial de servicio

### Puertos de escala
A partir de agosto de 2019, Grand Princess tiene su sede durante todo el año en San Francisco, California, navegando en itinerarios por Alaska, Hawái, la Riviera mexicana y la costa de California.

### Impacto a ballena en 2017
El 9 de agosto de 2017, una ballena jorobada muerta fue encontrada atrapada en la proa del barco tras atracar en Ketchikan, Alaska.  Princess Cruises emitió un comunicado que decía: «Se desconoce cómo ni cuándo ocurrió esto, ya que el barco no sintió el impacto. También se desconoce, por el momento, si la ballena estaba viva o ya muerta antes de quedar atrapada en la proa».  Era la segunda vez en dos años que una ballena era transportada a un puerto de Alaska en la proa de un crucero. 

### Caso de coronavirus en el crucero

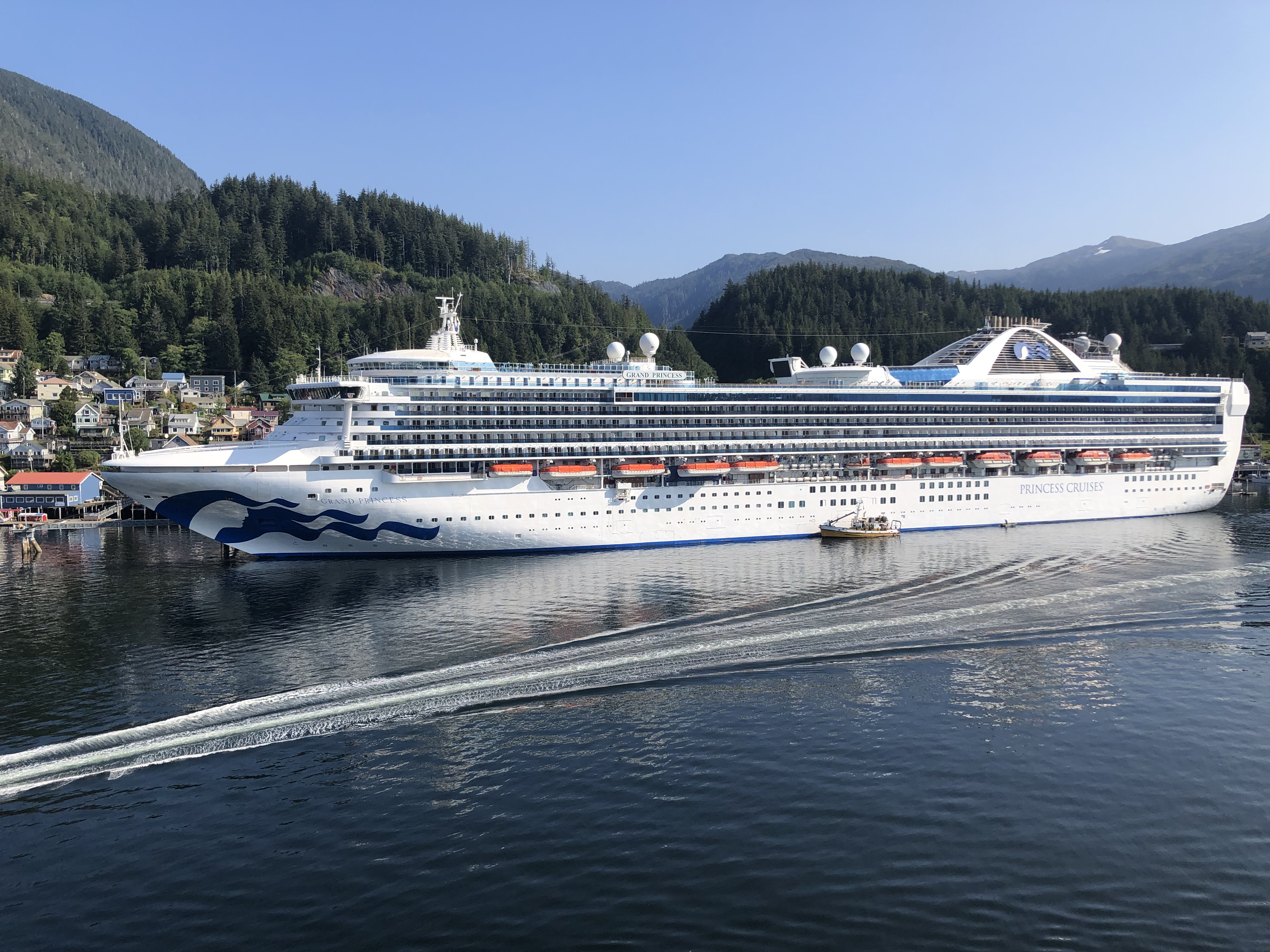
El Grand Princess en Ketchikan, Alaska, año 2023.

En marzo de 2020, se informó que dos pasajeros del crucero del barco en territorio mexicano del 11 al 21 de febrero de 2020 habían contraído la COVID-19 y uno de ellos había muerto. El anuncio se produjo cuando el barco se acercó a San Francisco con 3.533 pasajeros a bordo (2.422 invitados y 1.111 miembros de la tripulación, con 54 nacionalidades), algunos de los cuales informaron síntomas consistentes con la enfermedad, y el barco fue mantenido en alta mar por las autoridades para su cuarentena y pruebas de algunos de los pasajeros y la tripulación.
Otro barco de clase Grand propiedad de Princess, Diamond Princess, también había experimentado un brote de la enfermedad en febrero de 2020, y había estado en cuarentena durante casi un mes en Yokohama, Japón; Al menos 696 de los 3.711 pasajeros y la tripulación habían contraído el virus, y seis de ellos habían muerto.
Del 5 al 6 de marzo de 2020, mientras el barco estaba cerca de la costa de California, el 129 ° Ala de Rescate de la Guardia Nacional de California se cayó y recuperó las pruebas de coronavirus. Hasta el 6 de marzo, 46 personas en el barco habían sido evaluadas y 21 resultaron positivas, incluyendo 19 tripulantes y 2 pasajeros. Entre las otras 25, una prueba no fue concluyente y las otras pruebas fueron negativas. Se anunció que a la Gran Princesa se le permitirá atracar el 9 de marzo en el puerto industrial de Oakland, y finalmente se le permitirá desembarcar, comenzando con aquellos que necesitan tratamiento médico. Los miembros de la tripulación serán retenidos en el barco para cuarentena y tratamiento, y todos los pasajeros que desembarquen serán examinados para detectar el coronavirus y se mantendrán aislados en una instalación operada por el gobierno federal.